# Олімар (річка)
Олімар (ісп. Río Olimar) — річка в республіці Уругвай, головна притока річки Себольяті.

## Географія
Річка Олімар бере початок у західній частині узвищення Кучилья Гранде, поблизу міста Санта-Клара-де-Олімар у департаменті Трейнта-і-Трес. Головна притока — річка Олімар-Чико. Найкрупніше місто на річці — Трейнта-і-Трес, адміністративний центр однойменного департаменту.
Довжина річки складає 140 км, басейн річки займає площину 5320 км².